# Forum Friedenspsychologie
Das Forum Friedenspsychologie e. V. (FFP), vormals Friedensinitiative Psychologie – Psychosoziale Berufe, wurde 1982 im Zusammenhang mit der Diskussion um die Aufrüstung der NATO mit Pershing 2 und Marschflugkörpern gegründet; seit Dezember 1986 ist es ein eingetragener Verein, der inzwischen als gemeinnützig anerkannt ist.
Zweck des Vereins ist die Untersuchung der psychosozialen Aspekte der Friedenssicherung, Völkerverständigung und Abrüstung und die Verbreitung von Kenntnissen auf diesen Gebieten. Der Vereinsfokus hat sich jedoch seit Ende des Kalten Krieges auf zusätzliche Themen der Friedenspsychologie ausgeweitet (z. B. Rechtsextremismus, Antisemitismus, Menschenrechte, Friedensjournalismus und friedenspolitisches Engagement). Der Verein verfolgt seine Ziele vor allem durch Forschung, Veröffentlichungen von Büchern und wissenschaftlichen Artikeln, jährliche Fachtagungen, Information durch öffentliche Vorträge sowie Stellungnahmen zu friedenspolitischen Themen.
Das FFP ist im Herausgebergremium der friedenswissenschaftlichen Zeitschrift Wissenschaft und Frieden vertreten.
Das FFP ist (Gründungs-)Mitglied im International Network of Psychologists for Social Responsibility.
Seit 2007 vergibt das FFP den mit 500 Euro dotierten Gert-Sommer-Preis für Friedenspsychologie, mit dem friedenspsychologische akademische Abschlussarbeiten geehrt werden. Der Preis ist nach dem Gründungsmitglied, langjährigen Vorsitzenden und nun Ehrenvorsitzenden des FFP, Gert Sommer (Marburg), benannt.

## Tagungen
- 2019 – Salzburg, „Flucht – Migration – Fremdenfeindlichkeit – Rassismus“
- 2018 – Heidelberg, „Frieden Macht Freiheit“
- 2017 – Chemnitz, „No Justice, no Peace?“
- 2016 – Landau, „Current Social and Political Challenges: Research, Action & Policy“
- 2015 – Marburg, „Mediation und Konfliktmanagement in sozialen Konflikten“
- 2014 – Jena, „Nationalsozialistischer Untergrund, Rechtsextremismus und aktuelle Beiträge der Friedenspsychologie“
- 2013 – Bremen, „Opium fürs Volk oder Hort sicherer Bindung: Zur Rolle von Religion in internationalen und innergesellschaftlichen Konflikten“
- 2012 – Konstanz, „Täter und Opfer kollektiver Gewalt“ („Perpetrators and Victims of Colletive Violence“)
- 2011 – Marburg, „Social Injustice and Conflict“
- 2010 – Bielefeld, „Conflict, Peace & Integration“
- 2009 – Bremen, „Attitude Formation, Value Change, and Intercultural Communication: Peace Psychology Perspectives“
- 2008 – Marburg, „Gruppenbasierte Aggression und Gewalt“
- 2007 – Konstanz, „Konflikt, Kommunikation und Intergruppenbeziehungen“
- 2006 – Jena, „Psychologische Analysen und Interventionsansätze im Kontext von makro-sozialen Bedrohungen, Terrorgefahren und Intergruppenkonflikten“
- 2005 – Erlangen, „Psychological contributions to peace and justice: Current challenges“
- 2004 – Marburg, „Konflikte zwischen Gruppen und Perspektiven für nachhaltige Lösungen“
- 2003 – Bremen, „Peace Psychology in a non-peaceful world“
- 2002 – Marburg, „Handbuch Friedenspsychologie II“
- 2001 – Konstanz, „Handbuch Friedenspsychologie I“
- 2000 – Rostock, „Deutschland: (un-)bewältigte Vergangenheiten“
- 1999 – Chemnitz, „Rechtsextremismus, Fremdenfeindlichkeit, Jugendgewalt: Neue Brennpunkte der Friedenspsychologie“
- 1998 – Marburg, „Menschenrechte und Frieden“
- 1997 – Konstanz, „War, nationalism, racism, and the media“
- 1996 – Jena, „Deutsch-deutsche Sprachspiele und ihre Beobachter“
- 1995 – Marburg, „Vorurteile – interkulturelle und ethnische Konflikte“
- 1994 – Konstanz, „Rechtsradikalismus, Fremdenhass, Friedenspsychologie in der akademischen Lehre“
- 1993 – Berlin, „Innerer Frieden – äußerer Frieden: Ein altes, neues Thema der Psychologie?“
- 1992 – Jena, „Gewaltfreie Konfliktlösungen – psychologische Beiträge“
- 1991 – Berlin, „Friedenspsychologie“
- 1990 – Konstanz, „Kriegsführung ’niedriger Intensität‘ und Menschenrechte in Zentralamerika“
- 1989 – Marburg, „Psychologische Friedensforschung“
- 1988 – Marburg, „Perspektiven psychologischer Friedensforschung“